# Середа Борис Миколайович
Бори́с Микола́йович Середа́ (нар. 23 жовтня 1972, Кривовілька, Теофіпольський район, Хмельницька область — пом. 30 квітня 2014, Піски, Буринський район, Сумська область) — український військовослужбовець, підполковник Збройних сил України. Учасник російсько-української війни.

## Життєпис
Народився 1972 року в селі Криворілька. Мешкав у селі Тросник на Виноградівщині. У 2010—2012 роках був заступником командира військової частини А0332 (17-та окрема бригадна артилерійська група) у Виноградові. Після розформування частини скерований на службу в Мукачево. Начальник артилерії 128-ї окремої гірсько-піхотної бригади.
З початком російської збройної агресії проти України підполковник Середа виконував завдання з охорони ділянки державного кордону в Сумській області разом із прикордонниками.
Загинув 30 квітня 2014 року під час виконання військових обов'язків поблизу села Піски Буринського району Сумської області. Близько 11:30 на автодорозі «Глухів — Путивль — Суми» поблизу с. Піски службовий прикордонний автомобіль «Land Rover», в якому їхав підполковник Середа з трьома прикордонниками, потрапив у ДТП. На одному з поворотів машина виїхала на узбіччя, з'їхала у кювет і перекинулась. В результаті ДТП військовослужбовець ЗСУ загинув на місці події, а троє прикордонників з тілесними ушкодженнями різного ступеня тяжкості були доправлені до лікарні.
Був похований 1 травня на Виноградівщині. У Троснику залишилися дружина та 19-річний син — першокурсник Львівської військової академії.

## Нагороди
За особисту мужність і героїзм, виявлені у захисті державного суверенітету та територіальної цілісності України, вірність військовій присязі та незламність духу, відзначений — нагороджений орденом «За мужність» III ступеня (20.06.2014, посмертно).